# Yllenus logunovi
Yllenus logunovi là một loài nhện trong họ Salticidae.
Loài này thuộc chi Yllenus. Yllenus logunovi được Wesolowska & van Harten miêu tả năm 2010.